# Santa Eugénia
Santa Eugénia is een plaats (freguesia) in de Portugese gemeente Alijó en telt 511 inwoners (2001).